# سفارة إسرائيل في روسيا
سفارة إسرائيل في روسيا هي أرفع تمثيل دبلوماسي لدولة إسرائيل لدى روسيا. تقع السفارة في موسكو وهي تهدف لتعزيز المصالح الإسرائيلية في روسيا.

## وصلات خارجية
- الموقع الرسمي
- قائمة سفارات إسرائيل
- قائمة السفارات في روسيا